# Le Fantôme du Moulin-Rouge
Pour plus de détails, voir Fiche technique et Distribution.
Le Fantôme du Moulin-Rouge est un film muet français réalisé par René Clair, sorti en 1925.

## Synopsis
Julien Boissel, jeune industriel à succès, est fiancé à Yvonne Vincent, la fille d’un ancien ministre. Ce dernier, en proie au chantage du patron de presse Gauthier qui veut épouser la jeune fille, ordonne aux jeunes gens de rompre. Après une soirée au Moulin Rouge pour oublier, Boissel rejoint un docteur qui parvient à dissocier son âme de son corps. Rendu invisible, le fantôme commet de multiples facéties, y compris en plein conseil des ministres, puis finit par subtiliser le dossier compromettant dans le bureau de Gauthier. Il lui faudra ensuite rejoindre au plus vite son corps sans vie avant que celui-ci ne soit disséqué à l’institut médico-légal, avant de retrouver sa promise.

## Fiche technique
- Titre : Le Fantôme du Moulin-Rouge
- Réalisation : René Clair, assisté de Georges Lacombe
- Scénario : René Clair
- Photographie : Jimmy Berliet et Louis Chaix
- Montage : René Clair
- Décors : Robert Gys
- Costumes : Paul Poiret
- Société de production : Films René Fernand
- Pays d'origine : France
- Format : Noir et blanc - 1,33:1 - Film muet - 35 mm
- Genre : Drame, fantastique
- Durée : 90 min.
- Date de sortie : 13 mars 1925

## Distribution
- Georges Vaultier : Julien Boissel, jeune industriel puis "fantôme"
- Maurice Schutz : Victor Vincent, l'ex-ministre
- Sandra Milovanoff : Yvonne Vincent, sa fille, fiancée de Julien
- José Davert : Gauthier, patron de presse et maître chanteur
- Albert Préjean : Jean Degland, journaliste
- Paul Ollivier : Dr Window
- Madeleine Rodrigue : Jacqueline